# Morane-Saulnier

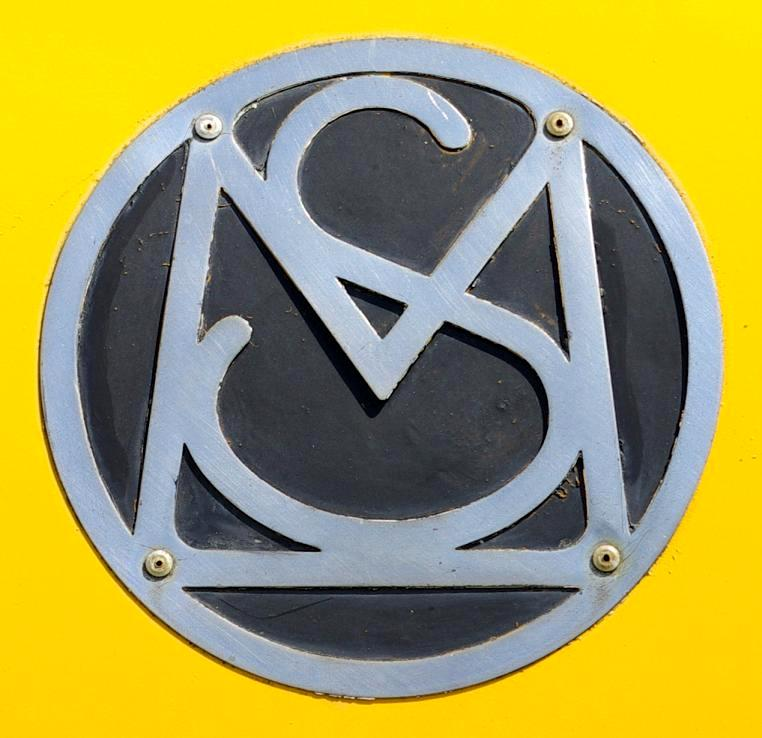
Логотип фірми

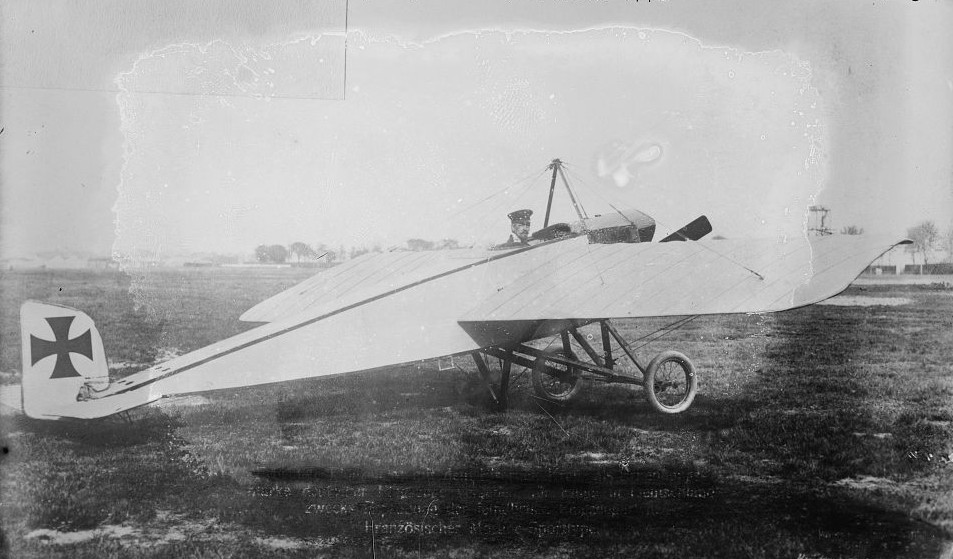
Morane-Saulnier G

Моран-Сольньє (фр. Morane-Saulnier) — французька авіабудівна компанія, заснована 1911 року, наразі припинила свою діяльність.

## Історія
Була заснована під назвою Société Anonyme des Aéroplanes Morane-Saulnier 10 жовтня 1911 року в Пюто, поблизу Парижа, братами Леоном та Робером Мораном, а також їхнім другом Раймоном Сольньє.
З 1914 року Робер Сольньє першим у військовому авіабудуванні встановлює на декількох літаках моделі Morane-Saulnier G синхронізований кулемет 7,9 мм фірми Hotchkiss. Починаючи з 1914 року почалося серійне виробництво цього літака під назвою Morane-Saulnier N.
З Morane-Saulnier пов'язана професійна біографія відомого французького пілота Ролана Гарроса, який літав на деяких літаках Morane-Saulnier як льотчик-випробувач.
За час існування фірми Morane-Saulnier нею були розроблені приблизно 140 різних авіаційних проектів, і серед них — винищувач MS.406, що був випущений у кількості 1081 екземпляр і був найпоширенішим літаком у французьких ВПС аж до поразки та окупації німецькими військами Франції 1940 року.
Під час Другої світової війни фірма працювала на окупаційну владу, серед іншого виготовляючи літаки Fieseler Fi 156.
Morane-Saulnier розробляла моделі літаків туристичного типу, зокрема літак MS.880 Rallye, прототип якого вперше піднявся в повітря 10 червня 1959 року.
1963 року фірму Morane-Saulnier було придбано компанією Потез і перейменовано на Société d 'exploitation établissements Morane-Saulnier.
У травні 1965 року, після націоналізації авіаційної промисловості у Франції, з її назви остаточно зникла згадка про Morane-Saulnier, і фірма стала називатися Socata. Останнім часом використовуються лише літаки типів Morane-Saulnier M.S.880 Rallye та Morane-Saulnier M.S.890 Rallye, найвідоміші моделі фірми Morane-Saulnier в післявоєнні роки.

## Список літаків Моран-Сольньє

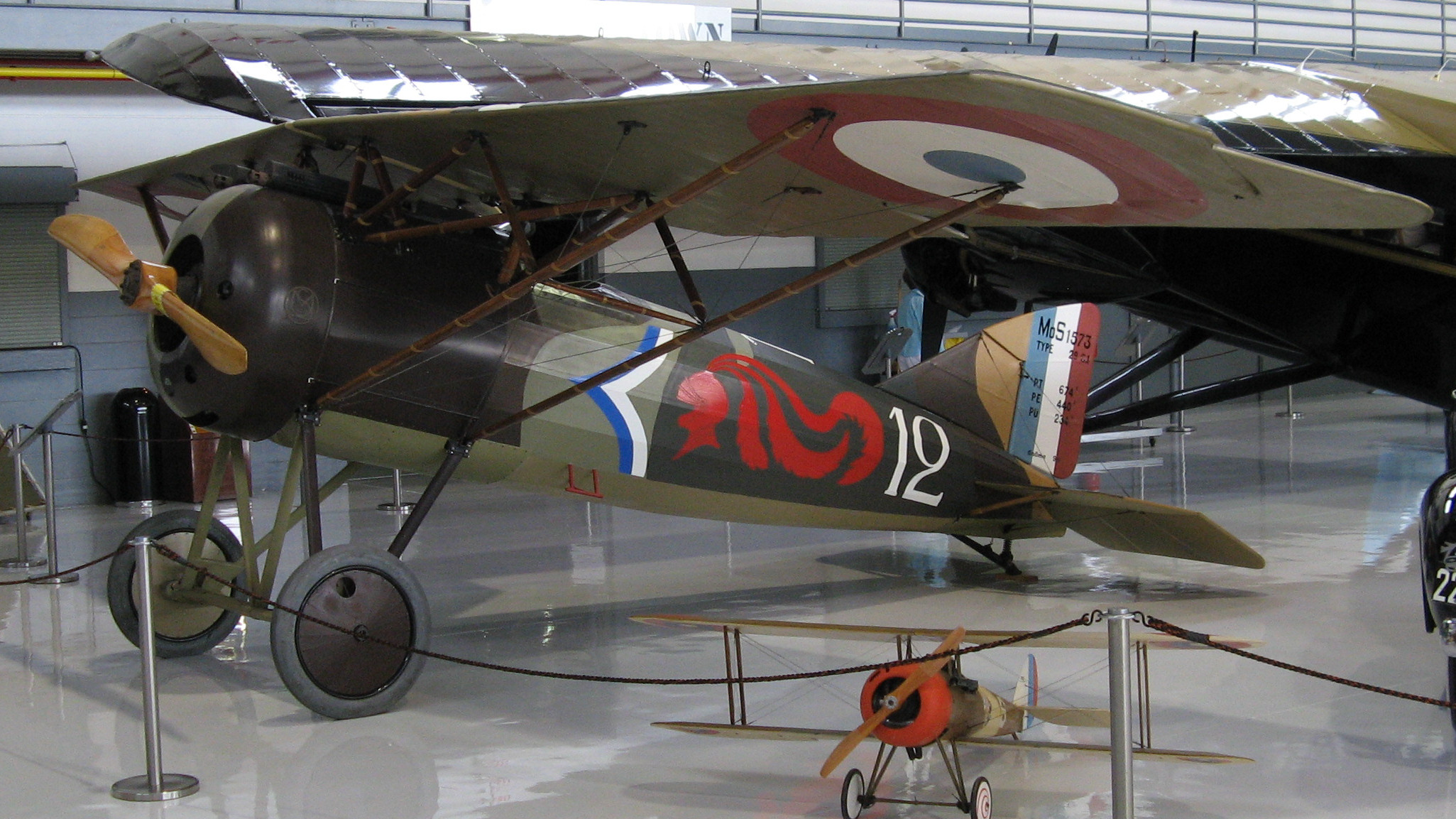
Morane-Saulnier AI

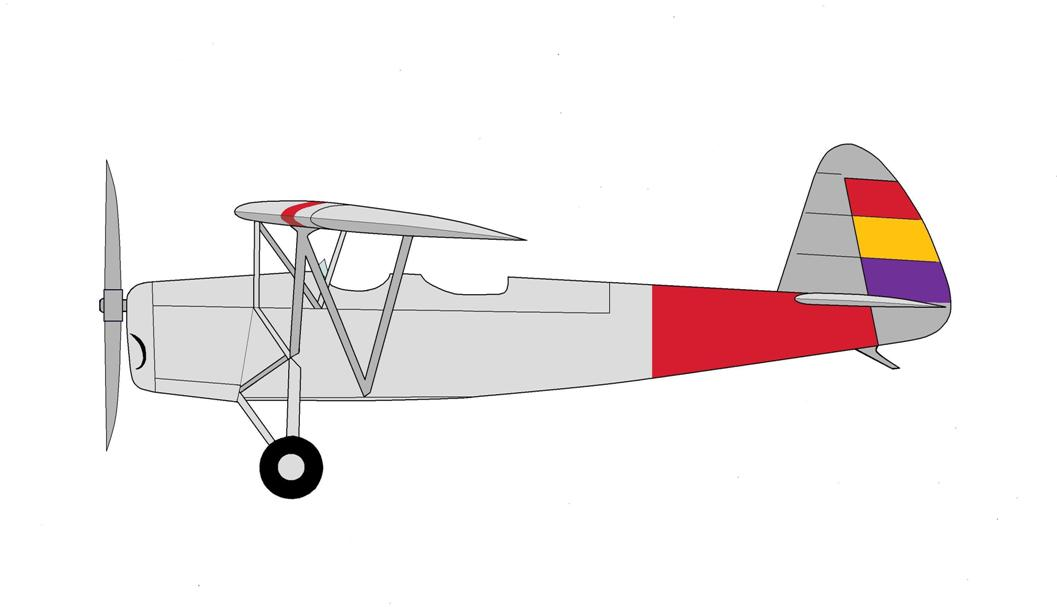
Morane-Saulnier MS.341

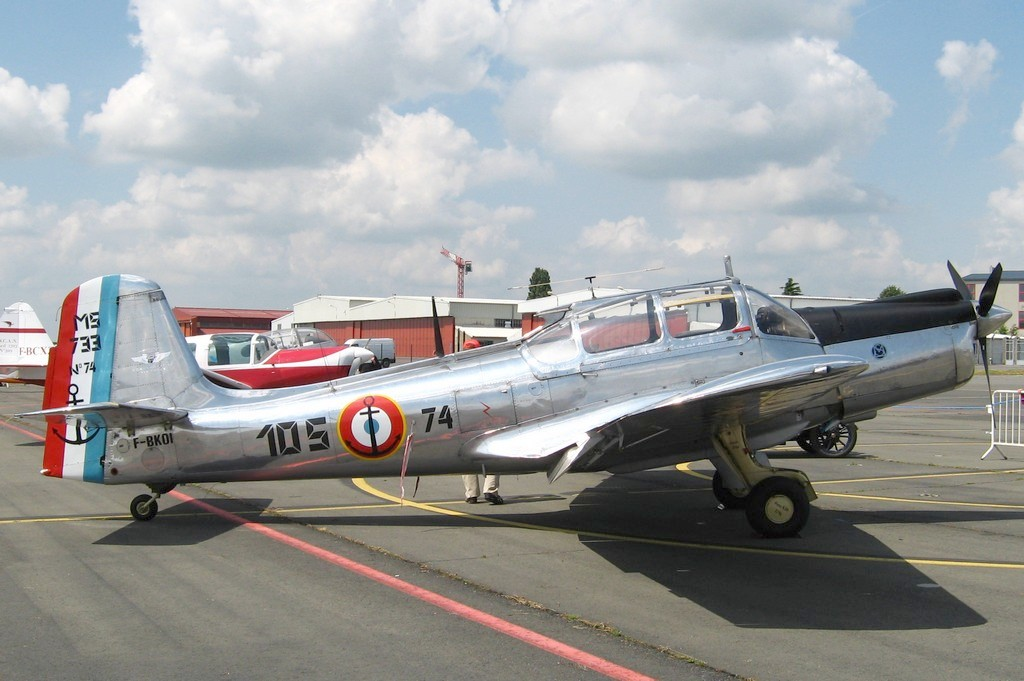
Morane-Saulnier MS.733

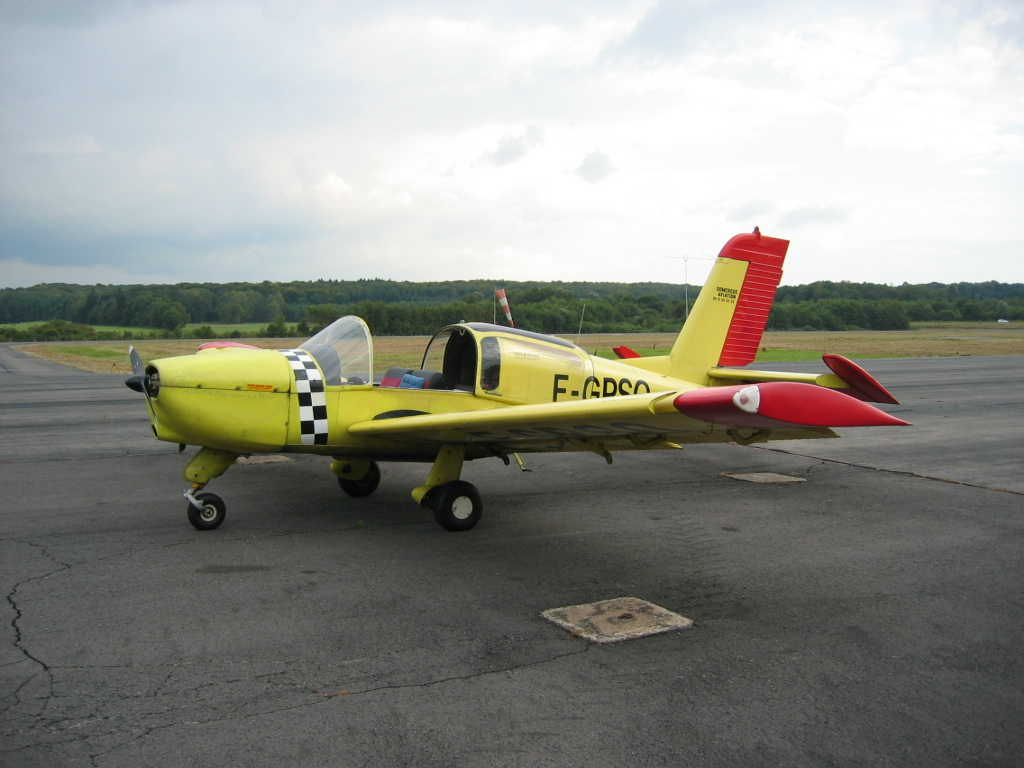
Morane-Saulnier Rallye

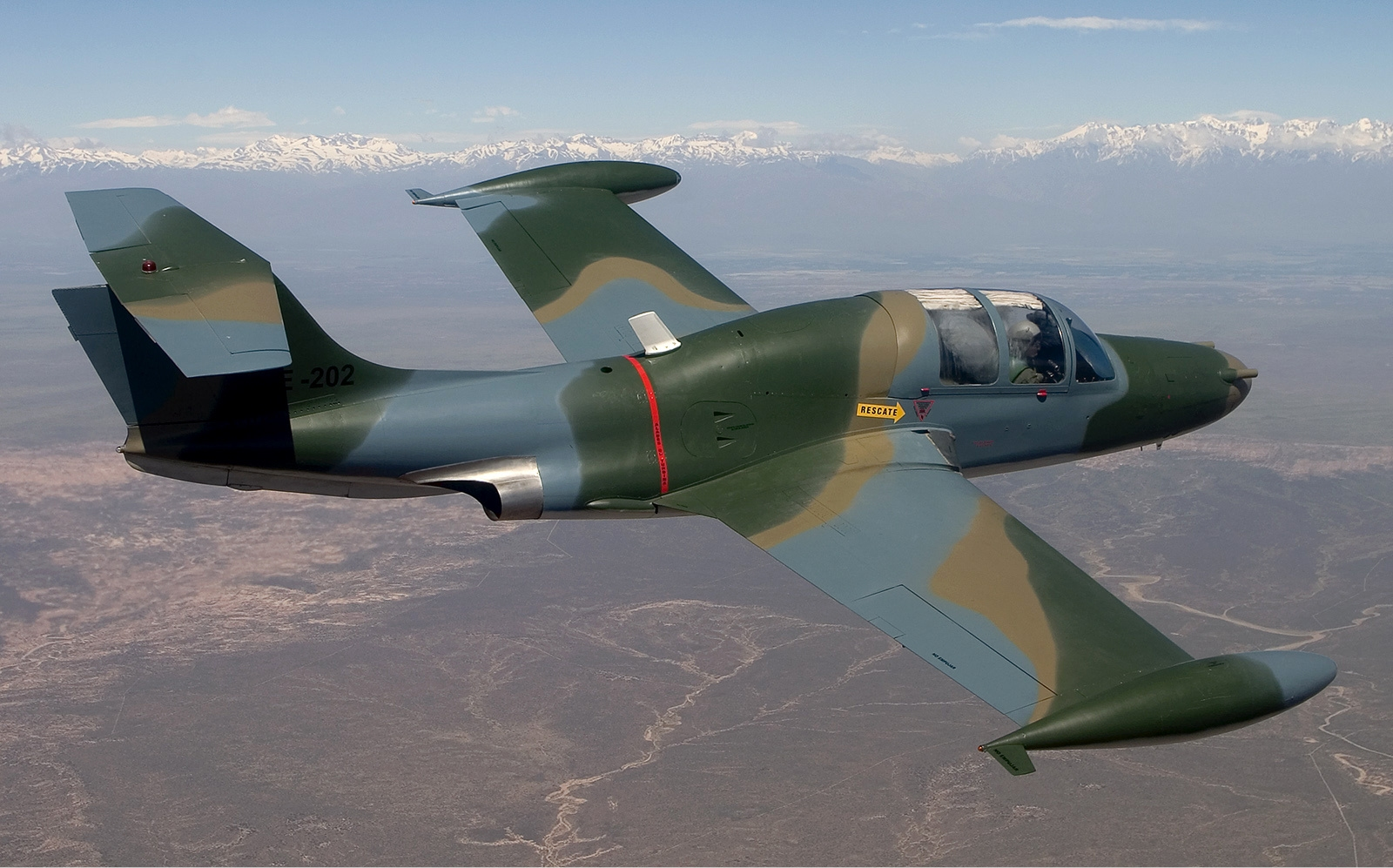
Morane-Saulnier MS-760 Paris

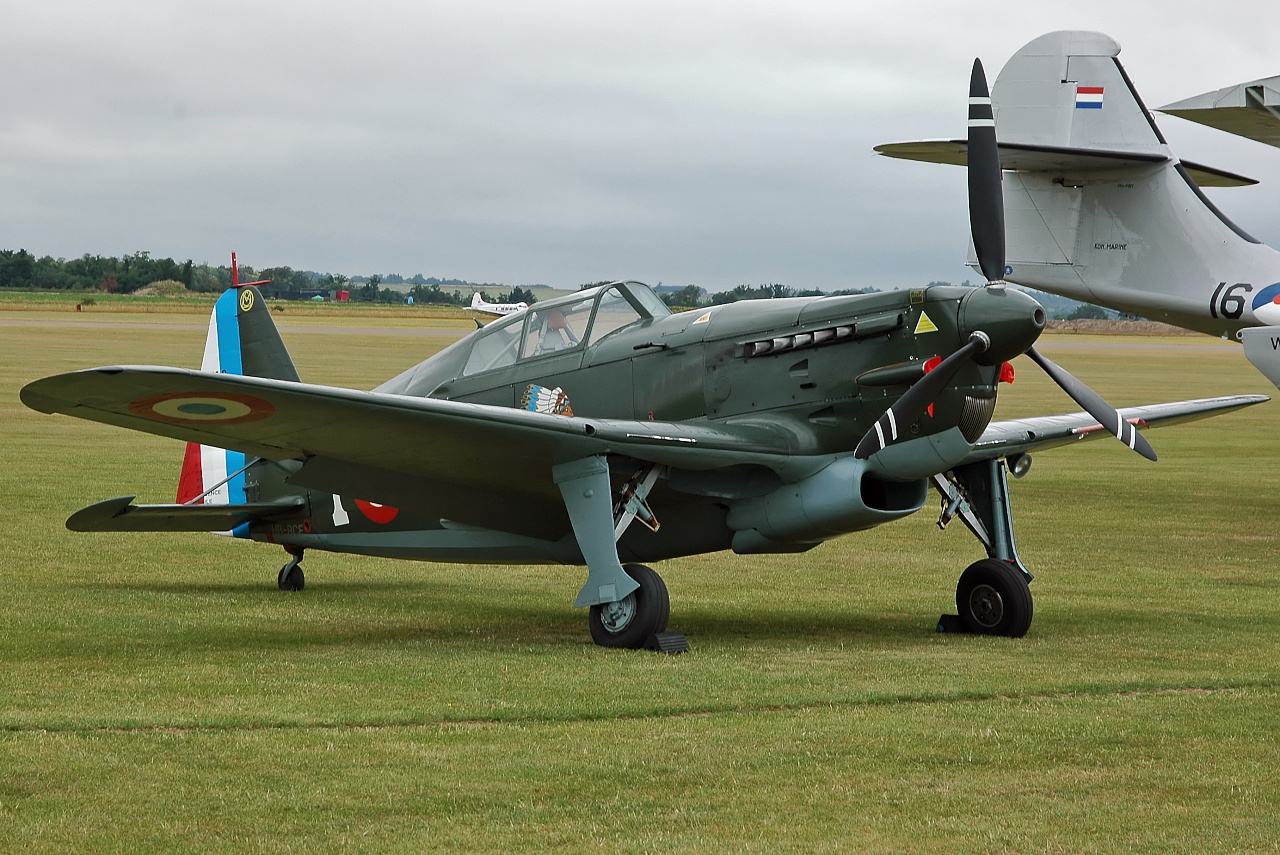
Morane-Saulnier MS.406

- Morane-Saulnier A, 1910, Спортивний літак
- Morane-Saulnier B, 1911, Тренувальний літак
- Morane-Saulnier G, 1913, Гідролітак для перегонів
- Morane-Saulnier I, 1916, Літак-винищувач
- Morane-Saulnier L, 1913, Літак-винищувач
- Morane-Saulnier N, 1914, Розвідувальний літак
- Morane-Saulnier P, 1914, Розвідувальний літак
- Morane-Saulnier T, 1914, Захисний літак
- Morane-Saulnier V, 1916, Літак-винищувач
- Morane-Saulnier AC, 1916, Літак-винищувач
- Morane-Saulnier AF, 1917, Літак-винищувач
- Morane-Saulnier AI, 1917, Літак-винищувач
- Morane-Saulnier AN, 1918, Літак-винищувач
- Morane-Saulnier ANL, 1919, Літак-винищувач
- Morane-Saulnier AR, 1915, Тренувальний літак
- Morane-Saulnier BB, 1915, Розвідувальний літак
- Morane-Saulnier MoS-30, 1918, Тренувальний літак
- Morane-Saulnier MoS-43, 1923, Тренувальний літак
- Morane-Saulnier MoS-50, 1924, Тренувальний літак
- Morane-Saulnier MoS-53, 1926, Тренувальний літак
- Morane-Saulnier MoS-121, 1927, Літак-винищувач
- Morane-Saulnier MS-129,1925, Тренувальний літак
- Morane-Saulnier MoS-130, 1926, Тренувальний літак
- Morane-Saulnier MS-130 Coupe Michelin, 1929, Літак для перегонів
- Morane-Saulnier MoS-132, 1926, Тренувальний літак
- Morane-Saulnier MoS-138, 1927, Тренувальний літак
- Morane-Saulnier MoS-139, 1927,Тренувальний літак
- Morane-Saulnier MoS-147, 1928, Тренувальний літак
- Morane-Saulnier MoS-148, 1928, Тренувальний літак
- Morane-Saulnier MoS-149, 1928, Тренувальний літак
- Morane-Saulnier MoS-152, 1929, Літак зв'язку
- Morane-Saulnier MS.180, 1928, Літак для аеробатики
- Morane-Saulnier MS.181, 1928, Літак для аеробатики
- Morane-Saulnier MS.185, 1928, Літак для аеробатики
- Morane-Saulnier MS.200, 1929, Тренувальний літак
- Morane-Saulnier MS.221, 1928, Літак-винищувач
- Morane-Saulnier MS.222, 1929, Літак-винищувач
- Morane-Saulnier MS.223, 1930, Літак-винищувач
- Morane-Saulnier MS.224, 1931, Літак-винищувач
- Morane-Saulnier MS.225, 1933, Літак-винищувач
- Morane-Saulnier MS.226, 1934, Літак-винищувач
- Morane-Saulnier MS.227, 1933, Літак-винищувач
- Morane-Saulnier MS.230, 1929, Тренувальний літак
- Morane-Saulnier MS.231, 1930, Тренувальний літак
- Morane-Saulnier MS.232, 1930, Експериментальний літак
- Morane-Saulnier MS.233, 1930, Тренувальний літак
- Morane-Saulnier MS.234, 1931, Тренувальний літак
- Morane-Saulnier MS.234/2, 1931, Літак для перегонів
- Morane-Saulnier MS.234 n°2, 1933, Літак для аеробатики
- Morane-Saulnier MS.235, 1930, Тренувальний літак
- Morane-Saulnier MS.236, 1932, Тренувальний літак
- Morane-Saulnier MS.275, 1933, Літак-винищувач
- Morane-Saulnier MS.315, 1932, Тренувальний літак
- Morane-Saulnier MS.325, 1933, Літак-винищувач
- Morane-Saulnier MS.340, 1933, Тренувальний літак
- Morane-Saulnier MS.341, 1934, Тренувальний літак
- Morane-Saulnier MS.341/2, 1934, Тренувальний літак
- Morane-Saulnier MS.341/3, 1934, Тренувальний літак
- Morane-Saulnier MS.342,1934, Тренувальний літак
- Morane-Saulnier MS.342/2, 1934, Тренувальний літак
- Morane-Saulnier MS.343, 1934, Тренувальний літак
- Morane-Saulnier MS.343/2, 1934, Тренувальний літак
- Morane-Saulnier MS.345,1935, Тренувальний літак
- Morane-Saulnier MS.350, 1936, Літак для аеробатики
- Morane-Saulnier MS.406, 1938, Літак-винищувач
- Morane-Saulnier MS.430, 1937, Тренувальний літак
- Morane-Saulnier MS.435, 1939, Тренувальний літак
- Morane-Saulnier MS.450, 1939, Літак-винищувач
- Morane-Saulnier MS.470, 1945, Тренувальний літак
- Morane-Saulnier MS.472 Vanneau, 1945, Тренувальний літак
- Morane-Saulnier MS.474 Vanneau, 1947, Тренувальний літак
- Morane-Saulnier MS.475 Vanneau, 1947, Тренувальний літак
- Morane-Saulnier MS.477 Vanneau, 1951, Тренувальний літак
- Morane-Saulnier MS.479, 1952, Тренувальний літак
- Morane-Saulnier MS.500 Criquet, 1944, Літак зв'язку
- Morane-Saulnier MS.502, 1944, Літак зв'язку
- Morane-Saulnier MS.505, 1948, Літак для спостереження
- Morane-Saulnier MS.560, 1945, Тренувальний літак
- Morane-Saulnier MS.563, 1949, Туристичний літак
- Morane-Saulnier MS.570, 1945, Тренувальний літак
- Morane-Saulnier MS.571, 1947, Туристичний літак
- Morane-Saulnier MS.700 N°1, 1948, Туристичний літак
- Morane-Saulnier MS.700 N°2, 1948, Туристичний літак
- Morane-Saulnier MS.703 Pétrel, 1950, Транспортний літак
- Morane-Saulnier MS.730 Alcyon, 1949, Тренувальний літак
- Morane-Saulnier MS.731 Alcyon, 1949, Тренувальний літак
- Morane-Saulnier MS.733 Alcyon, 1951, Тренувальний літак
- Morane-Saulnier MS.735 Alcyon, 1951, Тренувальний літак
- Morane-Saulnier MS.755 Fleuret, 1953, Тренувальний літак
- Morane-Saulnier MS.760 Paris I, 1954, Літак зв'язку
- Morane-Saulnier MS.760B Paris II, 1960, Літак зв'язку
- Morane-Saulnier MS-880 'Rallye', 1959, Туристичний літак
- Morane-Saulnier MS-880B 'Rallye', 1961, Туристичний літак
- Morane-Saulnier MS-885 'Super Rallye', 1961, Туристичний літак
- Morane-Saulnier MS-893 'Rallye', 1960, Тренувальний літак
- Morane-Saulnier MS-894 'Rallye Minerva', Буксирувальний літак
- Morane-Saulnier MS.1500, 1958, Бомбардувальник